# Squash-Weltmeisterschaften im Doppel und Mixed 2004
Die 2. Squash-Weltmeisterschaften im Doppel und Mixed (offiziell: WSF World Doubles Squash Championships) der Herren und Damen fanden vom 13. bis 17. Dezember 2004 in Chennai, Indien, statt. Im Rahmen der Weltmeisterschaften wurden Konkurrenzen im Herrendoppel, Damendoppel und im Mixed gespielt. Sie wurden vom indischen Verband Squash Rackets Federation of India und dem Weltverband veranstaltet.
Bei den Herren setzten sich die topgesetzten Byron Davis und Cameron White durch, bei den Damen war das Schwesterpaar Natalie und Rachael Grinham erfolgreich. Die Mixedkonkurrenz gewannen Rachael Grinham und David Palmer. Damit gingen sämtliche Weltmeistertitel an Australien.

## Herrendoppel

### Setzliste
| Nr. | Paarung                          | Erreichte Runde |
| --- | -------------------------------- | --------------- |
| 01. | David Palmer Anthony Ricketts    | Halbfinale      |
| 02. | Mohd Azlan Iskandar Ong Beng Hee | Gruppenphase    |
| 03. | Dan Jenson Cameron Pilley        | Viertelfinale   |
| 04. | Mansoor Zaman Shahid Zaman       | Viertelfinale   |

| Nr. | Paarung                           | Erreichte Runde |
| --- | --------------------------------- | --------------- |
| 05. | Ritwik Bhattacharya Saurav Ghosal | Finale          |
| 06. | Jamie Crombie Preston Quick       | Halbfinale      |
| 07. | Byron Davis Cameron White         | Sieg            |
| 08. | Safeer Ullah Khan Farrukh Zaman   | Viertelfinale   |

## Damendoppel

### Setzliste
| Nr. | Paarung                         | Erreichte Runde |
| --- | ------------------------------- | --------------- |
| 01. | Natalie Grinham Rachael Grinham | Sieg            |
| 02. | Tricia Chuah Nicol David        | Halbfinale      |
| 03. | Shelley Kitchen Tamsyn Leevey   | Halbfinale      |
| 04. | Heidi Mather Amelia Pittock     | Gruppenphase    |

| Nr. | Paarung                              | Erreichte Runde |
| --- | ------------------------------------ | --------------- |
| 05. | Diana Argyle Angelique Clifton-Parks | Gruppenphase    |
| 06. | Kasey Brown Melissa Martin           | Gruppenphase    |
| 07. | Louise Crome Lara Petera             | Finale          |
| 08. | Louisa Hall Latasha Khan             | Gruppenphase    |

## Mixed

### Setzliste
| Nr. | Paarung                      | Erreichte Runde |
| --- | ---------------------------- | --------------- |
| 01. | Rachael Grinham David Palmer | Sieg            |
| 02. | Shelley Kitchen Glen Wilson  | Finale          |
| 03. | Nicol David Ong Beng Hee     | Gruppenphase    |
| 04. | Natalie Grinham Dan Jenson   | Halbfinale      |

| Nr. | Paarung                                 | Erreichte Runde |
| --- | --------------------------------------- | --------------- |
| 05. | Tricia Chuah Mohd Azlan Iskandar        | Viertelfinale   |
| 06. | Angelique Clifton-Parks Michael Tootill | Gruppenphase    |
| 07. | Dianne Desira Cameron White             | Halbfinale      |
| 08. | Latasha Khan Jamie Crombie              | Gruppenphase    |